# Freedesktop.org
FreeDesktop.org (fd.o) — проєкт, метою якого є робота над сумісністю і спільним використанням базової технології для настільних середовищ та Х серверів на Linux та інших POSIX операційних системах. Проєкт було засновано Гавоком Пенінгтоном (Havoc Pennington) у березні 2000 року.
Хоча де-юре він не надає стандартів, більшість розробників спираються саме на рекомендації freedesktop. Група визначає такі речі, як формат ярликів, взаємодія за допомогою перетягування тощо.
Також freedesktop бере участь у розробці програмного забезпечення, наприклад, повністю розробляє графічне середовище користувача Enlightenment.

## Розміщені на сайті проєкти
Повний список дивись на
- freedesktop.org/wiki/FreedesktopProjects[1]
- freedesktop.org/wiki/Software[2]

Короткий перелік приведений нижче:
- X.Org Server
- D-Bus
- Drag-and-drop — X drag and drop
- HAL
- fontconfig
- Xft — анти-аліасінгові шрифти FreeType
- Cairo
- Direct Rendering Infrastructure (DRI)
- Mesa — реалізація OpenGL
- XCB — заміна Xlib
- Рушій GTK-Qt
- Avahi — автоматичне створення IP-мережі без конфігурації або спеціальних серверів
- Poppler — бібліотека рендеринга PDF